# Pe'l Schlechter
Paul ("Pe'l") Schlechter (Luxemburg, 20 april 1921) is een Luxemburgs tekenaar en dichter.
Samen met Gab Weis en Félix Mersch wordt hij gerekend als een van de eerste Luxemburgse striptekenaars.

## Levensloop
Schlechters vader overleed toen Pe'l twee jaar oud was. Pe'l is de jongste uit een gezin met vijf kinderen. Schlechter werd na de dood van zijn vader opgevoed door zijn moeder en zijn tante. Vanaf 1933 ging hij naar een atheneum in Luxemburg en daarna van 1937 tot 1939 naar de ambachtsschool in diezelfde stad.  De schilder Josy Meyers was daar een van zijn leraars. Na zijn schooltijd werkte Schlechter voor enkele architecten. Tijdens de Tweede Wereldoorlog plaatste de Reichsarbeitsdienst hem aan het oostfront. Schlechter deserteerde later en dook onder in de Nederlandse stad Rotterdam.
Na 1945 werkte hij gedurende vijf jaar samen met de architecten Léon Loschetter en Pierre Reuter aan de wederopbouw van enkele verwoeste kerken in Luxemburg. Ook trouwde hij na die oorlog met zijn jeugdliefde. Van 1948 tot 1949 verscheen de strip De Bim an de Jopi in het tijdschrift Revue. Er verschenen twee verhalen, beide geschreven en getekend door Schlechter. Vervolgens werkte hij als reclametekenaar en illustrator voor verscheidene boeken uitgegeven door Éditions J.-P. Krippler-Muller. Verder verschenen er gedichten en cartoons van zijn hand in enkele kranten en tijdschriften, waaronder d'Lëtzebuerger Land, Les Cahiers luxembourgeois, Revue en Nos cahiers. Van 1972 tot 1976 had hij een leidinggevende functie bij Société des foires internationales de Luxembourg.
In 2012 en 2013 verschenen twee autobiografische boeken. Het eerste boek De Pol muss an de Krich behandelt de periode uit zijn leven tijdens de Tweede Wereldoorlog. Dat boek kreeg een Lëtzebuerger Buchpräis in 2013. Het tweede boek Wéini kënnt fréier erëm? behandelt de periode voor de oorlog.
In 2021 werd hij 100 jaar. 

## Trivia
- Pe'l Schlechter is de zoon van schrijver Demy Schlechter en de broer van acteur Ger Schlechter.
- Hij was getrouwd en heeft twee zonen.

- Gemeinsame Normdatei: 131361724
- International Standard Name Identifier: 0000 0000 3417 1255
- Library of Congress Control Number: n99260555
- Virtual International Authority File: 65805299
- WorldCat: E39PBJfX3kQdY4KPRyBctRRqcP